# 日野景幸
日野 景幸（ひの かげゆき）は、戦国時代から江戸時代初期にかけての武将。小早川氏、毛利氏家臣で長州藩士。備後国の国人・宮景盛の次男で、伯耆国の日野山名氏当主・山名藤幸の養子となる。

## 生涯

### 前半生
弘治3年（1557年）、備後国の国人である宮景盛の次男として生まれる。
伯耆国日野郡の生山城主・山名藤幸の養子となったが、永禄12年（1569年）に山名藤幸をはじめとした伯耆国の国人・日野衆が尼子再興軍の雲州侵攻に呼応して毛利氏から離反し、山名藤幸は景幸の実父・景盛によって討ち取られた。山名藤幸の死に伴って毛利元就から山名氏の家督を継ぐよう命じられた景幸は、父と共に直ちに生山城を攻撃し占拠した。景幸には伯耆国日野郡と会見郡の山名氏本領が与えられ、在名から日野氏を称した。

### 小早川隆景配下
その後は小早川隆景の麾下に属し、天正13年（1585年）の四国攻めでは隆景に従って伊予国金子城攻めに参加し、負傷しつつも武功を挙げ、天正14年（1586年）の九州平定の香春岳城の戦いにも参加。天正18年（1590年）の小田原征伐では豊臣秀吉の命で隆景が清洲城の抑えを命じられたが、隆景は秀吉に同行して小田原へ向かう事となったため、景幸らが清洲城に残って在番を務めた。小田原征伐から帰国した景幸は、嫡男の元重に所領を譲り、自らは隆景の家臣となって筑前国に所領を与えられた。またこの時、景幸は隆景の家老である村上景親の下に付けられている。天正20年（1592年）4月から始まる文禄の役では隆景に従って朝鮮に渡海した。

### 小早川秀秋に仕える
文禄4年（1595年）に小早川隆景が隠居して養子の小早川秀秋が家督を継ぐと秀秋付きの家臣となり、慶長元年（1596年）から始まる慶長の役では次男の清八や家臣の田邊権太夫らと共に武功を挙げた。慶長4年（1599年）3月3日に秀秋から4000石の所領を与えられ、慶長5年（1600年）8月19日には上地の替地として944石2斗3升を与えられた。同年9月15日の関ヶ原の戦いでも秀秋に従っている。
関ヶ原の戦いの後に秀秋が備前国岡山へ加増転封されると、景幸も秀秋に従って岡山へ移り、同年11月11日に美作国久米北条郡の角石村1113石7斗4升4合と上打穴村1606石、備前国邑久郡包松村の内の1280石、合計4000石を与えられた。

### 毛利氏へ帰参
その後、秀秋の生前か死後かは不明だが、景幸は小早川家を離れて和泉国の堺に居住した。堺にいる景幸の事を聞き及んだ毛利輝元からの招聘に応えて毛利氏へ帰参し、知行として長門国美祢郡伊佐郷の内の540石と、長門国大津郡日置庄の内の460石、合計1000石を与えられた。
慶長10年（1605年）12月14日、同年の五郎太石事件の後に毛利氏家臣団や有力寺社の総勢820名が連署して毛利氏への忠誠や様々な取り決めを記した連署起請文において5番目に「日野左近」と署名している。
元和9年（1623年）6月12日に死去。享年67。景幸に与えられていた1000石の知行は、元和10年（1624年）1月11日に元重に与えられている。